# Agnone Bagni
Agnone Bagni (Agnuni in siciliano) è una località balneare, frazione di Augusta in provincia di Siracusa. La costa si estende su circa 79400 m² e, grazie alla propria posizione geografica, permette di ammirare l'intera costa catanese ed il vulcano Etna.

## Geografia fisica
Dal punto di vista geomorfologico la fascia costiera di Agnone Bagni presenta due caratteristiche diverse: dalla foce del San Leonardo ad Agnone Bagni la costa è bassa ed è stata modellata da processi deposizionali, mentre da Agnone a Cozzo dei Turchi la costa è alta, corrisponde ai terrazzi marini che sono venuti a formarsi a partire dal Pleistocene medio, ed è stata modellata da processi erosivi. Si può notare come il paesaggio sia caratterizzato dall'alternarsi di foci fluviali, spiagge, dune costiere e pianure alluvionali lungo la costa bassa, e da falesie terrazzamenti e promontori sulla costa alta.
La costa che va dalla foce del San Leonardo ad Agnone è lunga circa 4 km. Dal punto di vista morfologico la costa sabbiosa ha subito frequenti modifiche a seguito del continuo processo di antropizzazione, prevalentemente abusiva, che ha interessato la zona. È esposta a venti di Sud/Est ed Est, prevalentemente di scirocco, e da correnti costiere che si dirigono verso Nord. La sabbia che costituisce la costa è frutto di un'azione di sedimentazione di rocce del Simeto e del San Leonardo che si disperdono intorno alle foci.
La costa tra Agnone e Brucoli presenta delle insenature che rendono la zona adatta al ricovero di imbarcazioni e a partire dal 2000 è stata oggetto di indagini subacquee che hanno portato al rinvenimento, all'interno della baia di Agnone, di un relitto a meno di 2 m di profondità e disposto perpendicolarmente alla riva. Dell'imbarcazione non erano visibili tutti gli elementi a causa della copertura di sabbia che parzialmente lo ricopriva: restano visibili cinque coste per lato ed un breve tratto di due tavole del doppio fasciame, sul quale non sono state individuate tracce di mortase e tenoni. Il relitto, dopo questa prima indagine, è stato sottoposto a nuove indagini per verificarne lo stato di conservazione. Non è stato ritrovato alcun frammento ceramico, solo è stata notata la presenza di un grande bozzello ligneo a tre pulegge.

## Storia

### Storia antica: origini di Agnone Bagni
I Siculi edificarono in questa zona i loro villaggi sin dal XVIII secolo a.C.; successivamente i Greci vi fondarono Leontinoi. Più precisamente, venne interessata dalla presenza sicula l'area che andava dalla fascia costiera (Agnone allo Sperone) a tutto il territorio attraversato dal fiume Terias (identificato con il San Leonardo) fino ai colli San Mauro. Il territorio sembra che fu chiamato dai Siculi col nome di Lissos, che dovrebbe essere un toponimo preso dalla omonima divinità autoctona, che diede il nome all'antico villaggio siculo di S. Eligio.
Nell'VIII secolo a.C. giunsero i Calcidesi, che occuparono la costa sotto la guida dell'ecista Thucles, e fondarono sulla città sicula di Lissos la colonia di Leontinoi, dove convissero con gli autoctoni. I Siculi, dal racconto fatto da Tucidide e Polieno abbandonarono gli insediamenti costieri prossimi alla foce del Terias nell'VIII secolo a.C., ma continuarono a controllare e vivere l'area di S. Eligio, come sembrano provare gli scavi archeologici condotti fino al 1951.
La foce del San Leonardo sembra che fosse allora navigabile e consentiva lo svolgersi dei traffici commerciali tra gli indigeni e i commercianti, probabilmente anche Fenici, che scambiavano manufatti d'argilla con gli autoctoni, esercitando in questo modo una notevole influenza sulla loro produzione artigianale, che comincia a risentire dell'influenza del mondo orientale rodiocretese.
Le rotte commerciali fino all'VIII secolo a.C., e cioè prima della fondazione delle colonie greche di Zancle (Messina) e Region (nei pressi di Villa San Giovanni), attraversavano lo stretto di Messina per raggiungere le coste sarde e non passavano quindi per questa zona. Dopo l'VIII secolo a.C., proprio a seguito dell'arrivo dei Greci e della nascita delle loro colonie, la rotta commerciale fenicia venne dirottata verso le coste di Malta e della Sicilia meridionale, per toccare poi l'estremità occidentale della Sicilia e da lì proseguire verso la penisola iberica. Anche i siti vicini alla foce del Terias sembrerebbe che siano stati abbandonati dai Siculi già a partire dal X - IX secolo a.C.

### XX secolo
Fino agli anni Settanta esisteva ad Agnone una baraccopoli, insieme di costruzioni in legno che si snodavano sulla sabbia situate a pochi metri dal mare. Già nel 1979, mentre le ultime baracche finivano di esistere sotto la furia del mare o per le ruspe del comune di Augusta che provvedevano a radere al suolo quelle a rischio, cresceva l'area edificata; ma senza rispettare l'originale progetto a triangoli alternati.
Le prime costruzioni in muratura furono edificate in anni precedenti gli standard urbanistici e i limiti all'edificazione disposti dalla prima legge ad occuparsi del tema, la n. 765 del 6 agosto 1967, nota come "legge ponte". Tali costruzioni infatti non risentono dell'appellativo di "abusivismo edilizio". Viceversa le costruzioni successive tale data, spesso indicate come "abusive", hanno goduto negli anni di svariate sanatorie. L'edificazione di villette singole e multifamiliari contribuì ad alterare (spesso negativamente) il paesaggio di questo particolare angolo di Sicilia, in primis alcune in prima fila, che complici la scadente progettazione/costruzione e la mancanza di manutenzione, rimarcano con la loro bruttura l'impatto paesaggistico.
Ad agosto 1980 cominciava la grave piaga delle proliferazione della Ulva lactuca dovuta ad un problema di depurazione dell'acqua del fiume San Leonardo. Il problema si è protratto per tutti gli anni novanta e fu infine risolto nei primi del 2000 con l'ausilio di ruspe e pale meccaniche con le quali le alghe depositate dalla marea sul bagnasciuga venivano spostate sulla spiaggia. Spesso lasciate in stato di putrefazione, causavano un odore nauseabondo tipico che si estendeva per tutta la località. Nonostante questi interventi il fenomeno si è ripresentato nel 2012. 
Il terremoto di Carlentini del 1990 non ha mancato di colpire anche qui, infatti lungo la costa di Augusta il mare si è sollevato di circa un metro e mezzo, mentre al largo tra Brucoli ed Agnone Bagni sono stati rilevati dei crolli sottomarini.

## Monumenti e luoghi d'interesse

### Architetture religiose

#### Basilica cistercense del Murgo
Le rovine di questa struttura che si trovano nel territorio di Agnone Bagni sono testimonianza di ciò che rimane dell'impianto di età federiciana la cui costruzione fu interrotta pochi anni dopo l'inizio della stessa. Nel progetto originario la basilica rispondeva alle caratteristiche tipiche delle chiese cistercensi. Le sue dimensioni dovevano essere 83 m x 28 m, divisa in tre navate, col presbiterio in risalto su una di queste, concluso da tre absidi di forma quadrangolare. I muri perimetrali erano formati da grandi blocchi squadrati che sono stati innalzati in alcuni punti fino a tre metri dal suolo, gli intagli delle porte, i segni d'allineamento delle navate, le cappelle e le navate che avrebbero dovuto avere una copertura costituita da volte a crociera costolonate permettono di farsi un'idea del progetto originario. Secondo quanto riportato dalle fonti, la progettazione e realizzazione della basilica del Murgo sarebbe collocabile cronologicamente intorno al 1224-1225, e lo scopo sarebbe stato la costruzione di un edificio monastico da assegnare all'ordine dei cistercensi. Proprio per questa ragione, una delle nostre principali fonti sull'argomento è Manriquez, che di quest'ordine era lo storiografo, che ricostruisce la vicenda basandosi anche su un diploma datato 1224 e firmato dall'imperatore a Siracusa, con il quale si restituivano ai monaci del convento di Santa Maria di Roccadia i beni precedentemente confiscati. Secondo Manriquez l'imperatore ordinò che la costruzione avvenisse "ex magno et quadrato lapide" ed in prossimità del territorio lentinese, e che fosse una sorta di appendice del convento di Santa Maria di Roccadia, dove i monaci avrebbero dovuto trasferirsi. Probabilmente l'elaborazione del progetto della basilica venne eseguita dagli stessi monaci cistercensi. Secondo quanto riportato da S. Pisano Baudo, Federico II di Svevia nel 1209, quando risiedeva a Catania, ebbe modo di trascorrere del tempo ad Agnone, dove già sorgevano delle abitazioni vicino al mare, e decise di costruirvi questa struttura. Oggi ciò che rimane della basilica, rimasta incompleta probabilmente per la perdita d'interesse dell'imperatore per il progetto a fronte della costruzione di Castello Maniace a Siracusa, versa in uno stato di totale abbandono, ma ci permette di riconoscere degli elementi che la rendono uno degli esempi dell'architettura d'età federiciana, come già notato da G. Agnello. Le maestranze che dovevano occuparsi della costruzione della basilica vennero utilizzate probabilmente per l'edificazione di Castello Maniace, che aveva un'importante collocazione strategica per il controllo del Mar Mediterraneo.

### Architetture civili
Il lungomare, inaugurato il 20 maggio 2003, ha una lunghezza di circa 700 m, mentre la distanza media tra lo stesso ed il mare è di circa 25 m.

## Società

### Tradizioni e folclore
Usanza locale di origine lentinese è quella delle musticheḍḍi: in occasione delle celebrazioni della vigilia dell'Assunzione di Maria, vengono preparate apposite anfore d'argilla contenenti acqua e infiocchettate con basilico fresco. Vengono usate la sera del 14 agosto per rompere il digiuno previsto per quel giorno. Ad Agnone i bambini dopo aver partecipato alla caccia al tesoro o al torneo di calcetto in spiaggia (si faceva coincidere la finale col 14 di agosto) venivano riuniti nella piazzola della locale famiglia Arena o nella strada larga del boschetto ed ognuno con la propria musticheḍḍa si sedeva al tavolo. La tradizione aveva inizio all'apparire della prima stella. Alla fine della festa si scopriva che alcune musticheḍḍe non erano state riempite con acqua ma con vino.
Il 15 agosto dopo la consueta messa (celebrata sul lungomare a casa Caracciolo) si tiene la processione della Madonna per il lungomare ed alcune vie. L'itinerario varia di anno in anno.